# Vieil Heidelberg
Pour plus de détails, voir Fiche technique et Distribution.
Vieil Heidelberg (Alt Heidelberg) est un film allemand réalisé par Ernst Marischka, sorti en 1959.
Il s'agit d'une adaptation de la pièce éponyme (Alt Heidelberg) de Wilhelm Meyer-Förster (de).

## Synopsis
Après que Karl-Heinrich, prince héritier de Saxe-Karlsburg, a son diplôme pour aller à l'université, il est envoyé à Heidelberg par son oncle, le prince de Saxe-Karlsburg, pour étudier. Il est accompagné durant son voyage par le Dr. Jüttner qui l'accompagne depuis l'enfance. À Heidelberg, il est accepté au sein du Studentenverbindung Corps Saxonia. Durant son séjour, il tombe amoureux de Käthi, la nièce de l'aubergiste chez qui il réside. Käthi tombe aussi amoureuse de lui.
Le prince qui a toujours vécu dans la solitude profite de sa popularité auprès de ses camarades. Mais le prince régnant tombe malade, Karl-Heinrich doit rentrer à contrecœur pour se préparer à prendre le pouvoir. Il promet à Käthi qu'il reviendra. Jüttner, qui apprécie Heidelberg, reste là à la demande du prince puis meurt peu après.
Deux ans après, Karl-Heinrich est prince de Saxe-Karlsburg. Il doit se marier au nom de la raison d’État. On lui a déjà trouvé l'épouse idéale. Quelques semaines avant le mariage, Kellermann, un serveur du Heidelberger Herberge, vient voir le prince afin qu'il tienne sa promesse de venir faire les vendanges. Il lui raconte ce qui s'est passé à Heidelberg. Le prince va aussitôt à Heidelberg, surtout pour revoir Käthi. Ils se revoient mais doivent se séparer dans la douleur. Käthi va bientôt se marier et Karl-Heinrich doit prendre la place qui lui est destinée. Pour la femme qu'il aime, il n'y a pas de place.

## Fiche technique
- Titre français : Vieil Heidelberg[1]
- Titre original : Alt Heidelberg
- Réalisation : Ernst Marischka, assisté de Holger Lussmann
- Scénario : Ernst Marischka
- Musique : Franz Grothe
- Direction artistique : Herta Hareiter, Otto Pischinger
- Costumes : Gerdago, Walter Salemann
- Photographie : Bruno Mondi
- Son : Eduard Kessel, Clemens Tütsch
- Montage : Jutta Hering
- Production : Artur Brauner, Kurt Ulrich
- Sociétés de production : CCC-Film, Kurt Ulrich Filmproduktion
- Société de distribution : Deutsche Film Hansa
- Pays d'origine :  Allemagne de l'Ouest
- Langue : allemand
- Format : Couleur - 1,66:1 - Mono - 35 mm
- Genre : Film romantique
- Durée : 108 minutes
- Dates de sortie :
  -  Allemagne de l'Ouest : 21 décembre 1959.
  -  Autriche : 15 janvier 1960.
  -  Finlande : 13 mai 1960.
  -  Danemark : 10 juin 1960.

## Distribution
- Christian Wolff : Karl-Heinrich, prince héritier de Sachsen-Karlsburg
- Sabine Sinjen : Käthi
- Gert Fröbe : Docteur Jüttner, le précepteur du prince héritier
- Ernst Stahl-Nachbaur : Le prince de Saxe-Karlsburg
- Heinrich Gretler : Rüder, l'aubergiste
- Anneliese Würtz : Mme Rüder
- Rudolf Vogel : Lutz, le valet du prince héritier
- Walter Bluhm : Schölermann, le majordome du prince héritier
- Heinz Spitzner : Glanz, le laquais du prince héritier
- Siegfried Schürenberg : Haugk, ministre de Saxe-Karlsburg
- Walter Janssen : Maréchal de la cour au château de Karlsburg
- Tilo von Berlepsch : von Metzing, chambellan au château de Karlsburg
- Gerd Frickhöffer : von Breitenberg, chambellan au château de Karlsburg
- Wolfgang Eichberger : von Feldbach, chambellan au château de Karlsburg
- Harry Meyen : Le comte Detlev von Asterberg, étudiant à Heidelberg
- Arthur Schilsky : Engelbrecht, étudiant à Heidelberg
- S. de Calvy : von Wedell, étudiant à Heidelberg
- Karl-Heinz Walther : Bilz, étudiant à Heidelberg
- Ludwig Linkmann : Kellermann
- Gertie Brugg : Auguste
- Hannelore Elsner : Helene
- Karin Faber : Anna

## Source de traduction
- (de) Cet article est partiellement ou en totalité issu de l’article de Wikipédia en allemand intitulé « Alt Heidelberg (1959) » (voir la liste des auteurs).